# Christian Pravda
Christian Pravda (Kufstein, 8 marzo 1927 – Kitzbühel, 11 novembre 1994) è stato uno sciatore alpino austriaco.

## Palmarès

### Olimpiadi
- Argento a Oslo 1952 nello slalom gigante.
- Bronzo a Oslo 1952 nella discesa libera.

### Mondiali
- Oro a Åre 1954 nella discesa libera.
- Argento a Åre 1954 nella combinata.